# Kinnelon
Kinnelon é um distrito localizado no estado americano de Nova Jérsei, no Condado de Morris.

## Demografia
Segundo o censo americano de 2000, a sua população era de 9365 habitantes.
Em 2006, foi estimada uma população de 9681, um aumento de 316 (3.4%).

## Geografia
De acordo com o United States Census Bureau tem uma área de
48,7 km², dos quais 46,3 km² cobertos por terra e 2,4 km² cobertos por água.

## Localidades na vizinhança
O diagrama seguinte representa as localidades num raio de 12 km ao redor de Kinnelon.